# Florianów (Białoruś)

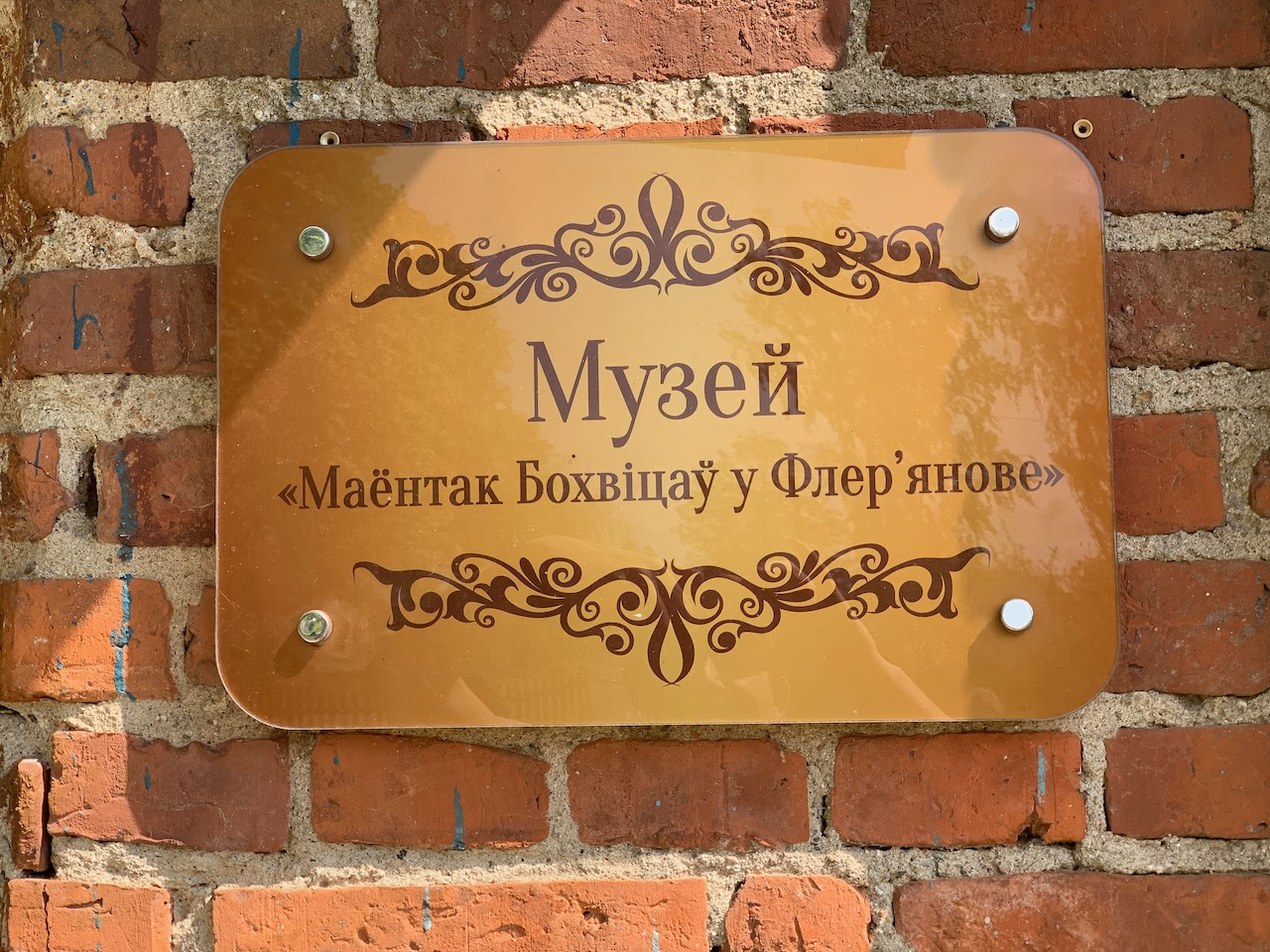
Muzeum. Majątek Bochwiców we Florianowie

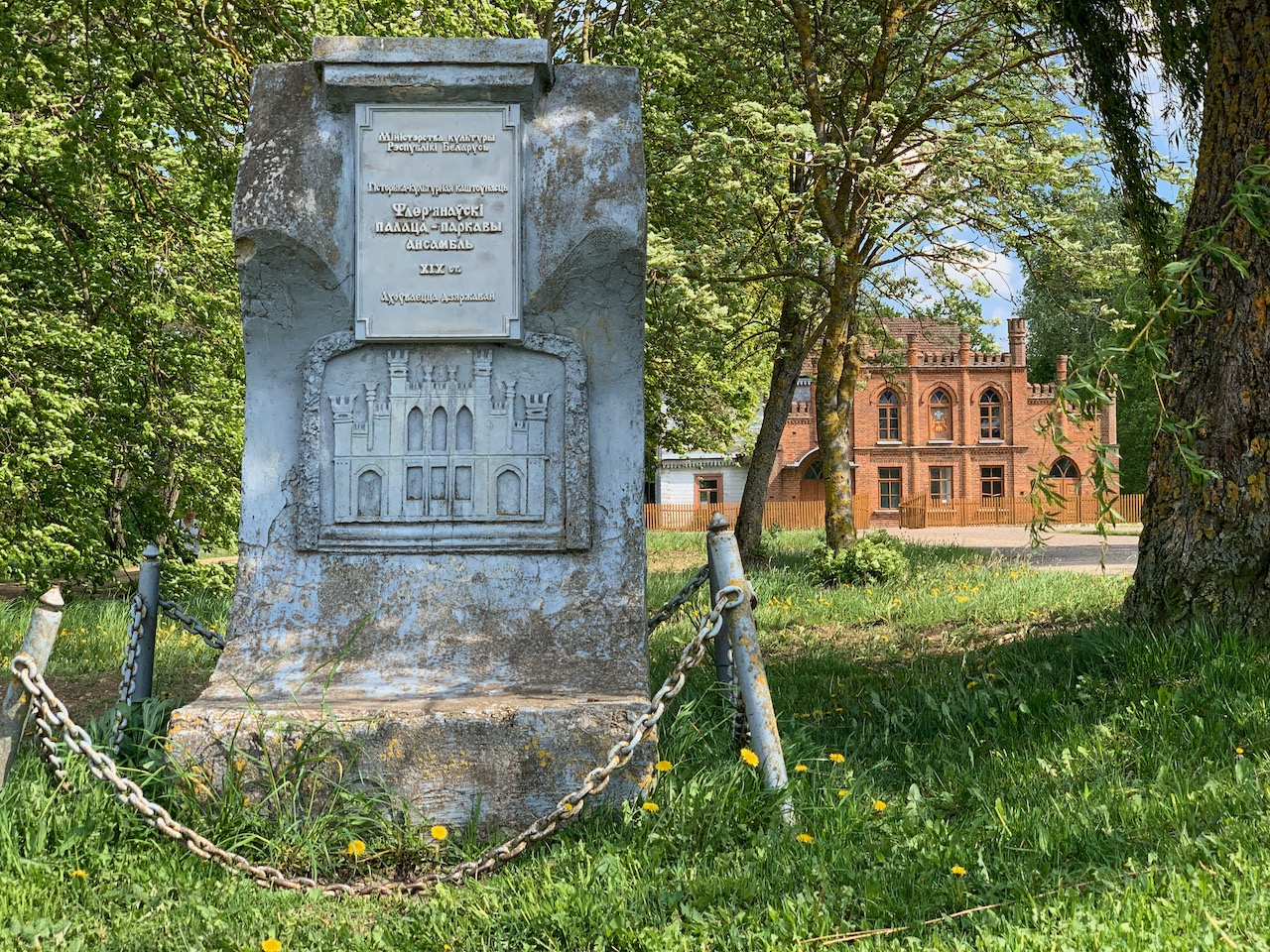
Pomnik od frontu

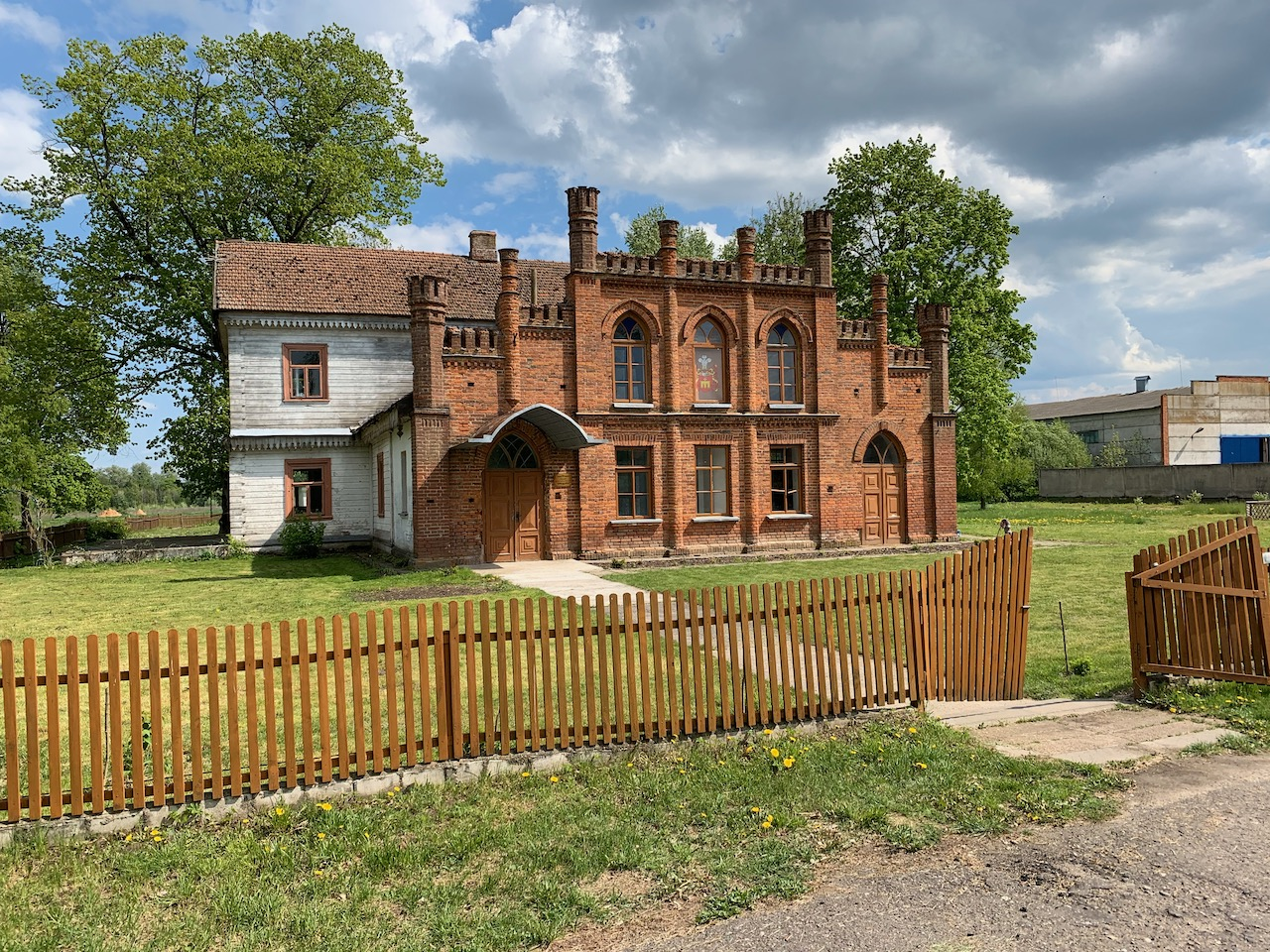
Florianów od frontu

Florianów (biał. Флер’янова i ros. Флерьяново, hist. również Nowe Waszkowce, Waszkowce Nowe) – wieś na Białorusi, w rejonie lachowickim obwodu brzeskiego, około 6 km na północ od Lachowicz.

## Historia
Na miejscu Florianowa do około 1870 roku było czyste pole, bez żadnego drzewa i budynku. Tereny te należały do majątku z ośrodkiem w pobliskich Waszkowcach znanych od 1586 roku. Na przełomie XVIII i XIX wieku dobra te należały do rodziny Czarnockich, kiedy to najprawdopodobniej przeszły na własność Romualda Bochwica (~1740–1802) i jego żony Anieli Borzobohatej. Ich wnuk Jan Otto Bochwic (1835–1915), odziedziczywszy te dobra po swym ojcu, Florianie, znanym filozofie (vide historia Waszkowców), zbudował tu od zera właśnie w 1870 roku swoją siedzibę, którą nazwał na cześć swego ojca. Jan Otto Bochwic był naczelnikiem okręgowym w powstaniu styczniowym, więźniem twierdzy w Dyneburgu, skazanym na śmierć i później ułaskawionym. Po Janie Ottonie majątek odziedziczył jego syn Tadeusz (1863–1930), kolejnym właścicielem był syn Tadeusza Jan Bochwic (1894–1937), ostatnią właścicielką była żona Jana Maria z Holstinghausen-Holsteinów (1915–1996).
Po III rozbiorze Polski w 1795 roku tereny, na których później powstał Florianów, wcześniej należące do województwa nowogródzkiego Rzeczypospolitej, znalazły się na terenie powiatu nowogródzkiego (ujezdu) kolejno guberni: słonimskiej, litewskiej, grodzieńskiej i mińskiej Imperium Rosyjskiego. 
W dwudziestoleciu międzywojennym leżał w Polsce, w województwie nowogródzkim, w powiecie baranowickim, w gminie Darewo. W 1921 miejscowość liczyła 58 mieszkańców, zamieszkałych w 2 budynkach, w tym 37 Białorusinów i 21 Polaków. 37 mieszkańców było wyznania prawosławnego i 21 rzymskokatolickiego.
Od 1945 roku – w ZSRR, od 1991 roku – na terenie Republiki Białorusi.

## Dwór
Dwór wybudowany przez Jana Ottona był niewielkim, na wysokiej podmurówce, parterowym domem z piętrową częścią środkową i werandą od strony ogrodu. Był przykryty gładkim dachem gontowym. Wkrótce dom okazał się zbyt mały i właściciel dobudował z jednej strony murowaną przybudówkę, a z drugiej – nowy piętrowy, murowany neogotycki korpus, zwieńczony blankami i wieżyczkami. Po rozbudowie dom liczył 19 pomieszczeń. Przed domem był kolisty gazon (z wielką lipą pośrodku), a dalej – lipowa aleja prowadząca do ozdobnej, murowanej bramy z żeliwnymi skrzydłami, zabranymi przez Niemców w czasie I wojny światowej na armaty.
Za domem był wielki park krajobrazowy, do którego Jan Otto sprowadził wiele rzadkich gatunków drzew. Dumą właściciela był również rozległy sad.
Za czasów Tadeusza Bochwica, którego żoną była Bronisława z domu Cywińska, przed I wojną światową Florianów był ważnym ośrodkiem polskiego życia kulturalnego. Bochwicowie byli zaprzyjaźnieni z Elizą Orzeszkową, która była tu częstym gościem. Bywali tu Władysław Reymont z żoną Aurelią, Józef Kotarbiński z żoną Lucyną, Henryk Nusbaum, Janusz Strachocki, sąsiedzi: Radziwiłłowie z Nieświeża, Kazimierz Zdziechowski z Rakowa, Rejtanowie z Hruszówki i wiele innych postaci polskiego świata kultury.
We dworze przez lata mieściły się biura miejscowego kołchozu. Obecnie dwór jest w prywatnych rękach byłego pracownika kołchozu, który stara się go zachować w dobrej formie. Zachowały się fragmenty lipowej alei wiodącej do dworu oraz parku krajobrazowego otoczonego sadem. W parku rośnie Dąb Orzeszkowej, posadzony przez pisarkę w 1909 roku, o czym informuje tabliczka w języku białoruskim. Dwór i zabudowania gospodarcze popadają w ruinę.
Majątek w Florianowie jest opisany w 2. tomie Dziejów rezydencji na dawnych kresach Rzeczypospolitej Romana Aftanazego.